# Гастон V (виконт Беарна)
Гастон V (фр. Gaston V; ум. 1170) — виконт Беарна, Габардана и Брюлуа, сеньор Фраги с 1153, сын виконта Беарна Пьера II и Мателлы де Бо.

## Биография
Точный год рождения неизвестен. В мае 1153 года умер его отец, виконт Пьер II. Поскольку Гастон в это время был ещё несовершеннолетним, то опекуном при нём стала бабушка, Жискарда Беарнская. Однако она умерла меньше, чем через год — в апреле 1154 года. 
Вскоре после этого Одон де Кадейан, сеньор Серре, захватил церковные владения в Лескаре, отказавшись их вернуть монахам несмотря на отлучение, наложенное на него архиепископом Оша. Желая получить защиту от подобных притеснений, беарнская знать решала выбрать регентом кузена матери Гастона — графа Барселоны и фактического правителя Арагонского королевства Рамона Беренгера IV. Отправившись к нему в Арагон о, они принесли ему оммаж.
Рамон Беренгер управлял Беарном до совершеннолетия Гастона. При этом за Гастоном были подтверждены права на Фрагу, полученные его отцом. В 1165 году Гастон женился на дочери короля Наварры. 
О подробностях самостоятельного правления Гастона известно мало. В 1170 году он удалился в монастырь, где и умер до 30 апреля. Детей он не оставил, поэтому наследницей его владений стала сестра, Мария.

## Брак
Жена: с 1165 Санча Наваррская (1148—1176), инфанта Наварры, дочь короля Наварры Гарсии IV и Урраки Кастильской. Детей от этого брака не было. 
После смерти мужа Санча в 1173 год вышла замуж вторично. Её мужем стал дон Педро Манрике де Лара (до 1134 — 1172), виконт Нарбонны, сеньор Молины и Месы